# Antoni Kosiński (architekt)
Antoni Kosiński (ur. w Jakubowicach, zm. 1804 we Lwowie) – polski architekt. 

## Życiorys
Po raz pierwszy dokumenty wymieniają Antoniego Kosińskiego w 1754, kiedy to walczył z Andrzejem Skowrońskim, uczniem budowniczego Michała Borenowskiego o prowadzenie prac w kościele Dominikanów we Lwowie. 10 sierpnia 1760 wstąpił do lwowskiego cechu budowniczych, a rok później otrzymał uprawnienia mieszczańskie. Był wielokrotnie wybierany na mistrza cechu, po raz pierwszy w 1764, a następnie w 1766 i od 1770 do 1771. W 1763 i 1769 pełnił funkcję drugiego cechmistrza. Budował i przebudowywał budynki mieszkalne według cudzych i własnych projektów nawiązując stylem do baroku lub wczesnego klasycyzmu, wiele jego projektów jest trudnych do zidentyfikowania. Pewnym jest, że w 1761 powierzono mu prace w Kulikowie koło Lwowa. Trudne do określenia prace budowlane prowadził z podmajstrem Kazimierzem Lechowskim w majątku chorążego lwowskiego Antoniego Bilskiego w Rychcicach. Posiadał własną cegielnię przy ulicy Zielonej, sprzedał ją w 1789 budowniczemu Johannowi Heltzerowi. Historyczne zapisy informują, że 7 czerwca 1765 wspólnie z budowniczym Antonim Drymlowskim rekomendowali nadanie praw mieszczańskich budowniczemu Franciszkowi Kulczyckiemu. U schyłku życia w dokumentach cechu był wymieniany jako architekt.

## Dorobek architektoniczny
- Dom Jana Chodrowicza przy placu Sobornym 2 (plac Bernardyński), zburzony w 1901;
- Kamienica Mikołaja Szulca (Awensztokowska) przy Rynku 34 /1757/;
- Przebudowa kamienicy Kurtowiczowskiej dla Konstantyna Parary przy ulicy Ruskiej 6 /1767/;
- Kamienica kapitana artylerii Dominika Wilczka zbudowana przy Rynku 32, współautor Franciszek Kulczycki. Znane są dokumenty sądowe, pozew Dominika Wilczka dotyczący nie dotrzymania terminów budowy. Budynek rozebrano przed 1911 pod dom handlowy Zipperów;
- Pałac podczaszego bracławskiego Józefa Samuela Pawłowskiego obok klasztoru karmelitów bosych przy ulicy Kniazia Romana (Stefana Batorego), prace budowlane prowadzone wspólnie z Franciszkiem Kulczyckim według projektu Josefa Seidela. W archiwum miejskim znajdują się dokumenty z procesu, który wytoczył budowniczym Józef Samuel Pawłowski twierdząc, że budowla powstała niezgodnie z pierwotnym projektem;
- Kamienica Kapitulna przy ulicy Halickiej 4, projekt powstał w 1778, budynek powstał w 1780. Posiada również tylną elewację, która posiada adres plac Soborny 5 (Plac Bernardyński);
- Przebudowa kamienicy Michała Brandysa przy ulicy Starojewrejskiej 14 (Boimów) /1779/;
- Kamienica Proboszczowska przy ulicy Teatralnej 16 (Tadeusza Rutowskiego) zbudowana według własnego projektu /1779-1780/;
- Kamienica Jana Baczyńskiego przy ulicy Halickiej 7 zaprojektowana w 1785,
- Kierownictwo budowy kamienicy adwokata Jana Zaryckiego przy ulicy Halickiej 8 /1790-1796/;